# Lammerville
Lammerville là một xã thuộc tỉnh Seine-Maritime trong vùng Normandie miền bắc nước Pháp.

## Huy hiệu
| Arms of Lammerville | The arms of Lammerville are blazoned: Quarterly 1: Barry argent and gules, a lion sable; 2: Azure, 3 shoes sable; 3: Argent, 3 hammers gules; and 4: Gules, 3 eagle heads argent. Bản mẫu:TinctureViolation |

## Dân số
| Năm | 1962 | 1968 | 1975 | 1982 | 1990 | 1999 | 2006 |
| --- | ---- | ---- | ---- | ---- | ---- | ---- | ---- |
| Dân số | 298  | 329  | 309  | 289  | 310  | 327  | 329  |
| From the year 1962 on: No double counting—residents of multiple communes (e.g. students and military personnel) are counted only once. |      |      |      |      |      |      |      |